# Петровский Фёрдос
Петровский Фёрдос (в верхнем течении — Сухой Фёрдос) — река в Пыщугском районе Костромской области России. Устье реки находится в 575 км по правому берегу реки Ветлуги. Длина реки составляет 46 км, площадь водосборного бассейна — 208 км².
Исток реки расположен в лесах в 22 км к северо-западу от Пыщуга. Река течёт на юго-восток, верхнее течение реки проходит по ненаселённому лесу. В среднем течении протекает посёлок Боровский и деревню Петровка. Впадает в Ветлугу выше села Верхнеспасское.

## Данные водного реестра
По данным государственного водного реестра России относится к Верхневолжскому бассейновому округу, водохозяйственный участок реки — Ветлуга от истока до города Ветлуга, речной подбассейн реки — Волга от впадения Оки до Куйбышевского водохранилища (без бассейна Суры). Речной бассейн реки — (Верхняя) Волга до Куйбышевского водохранилища (без бассейна Оки).
По данным геоинформационной системы водохозяйственного районирования территории РФ, подготовленной Федеральным агентством водных ресурсов:
- Код водного объекта в государственном водном реестре — 08010400112110000041615
- Код по гидрологической изученности (ГИ) — 110004161
- Код бассейна — 08.01.04.001
- Номер тома по ГИ — 10
- Выпуск по ГИ — 0

### Притоки (км от устья)
- 18 км: река Андроновский Фёрдос (пр)